# Mårten Skinnares hus

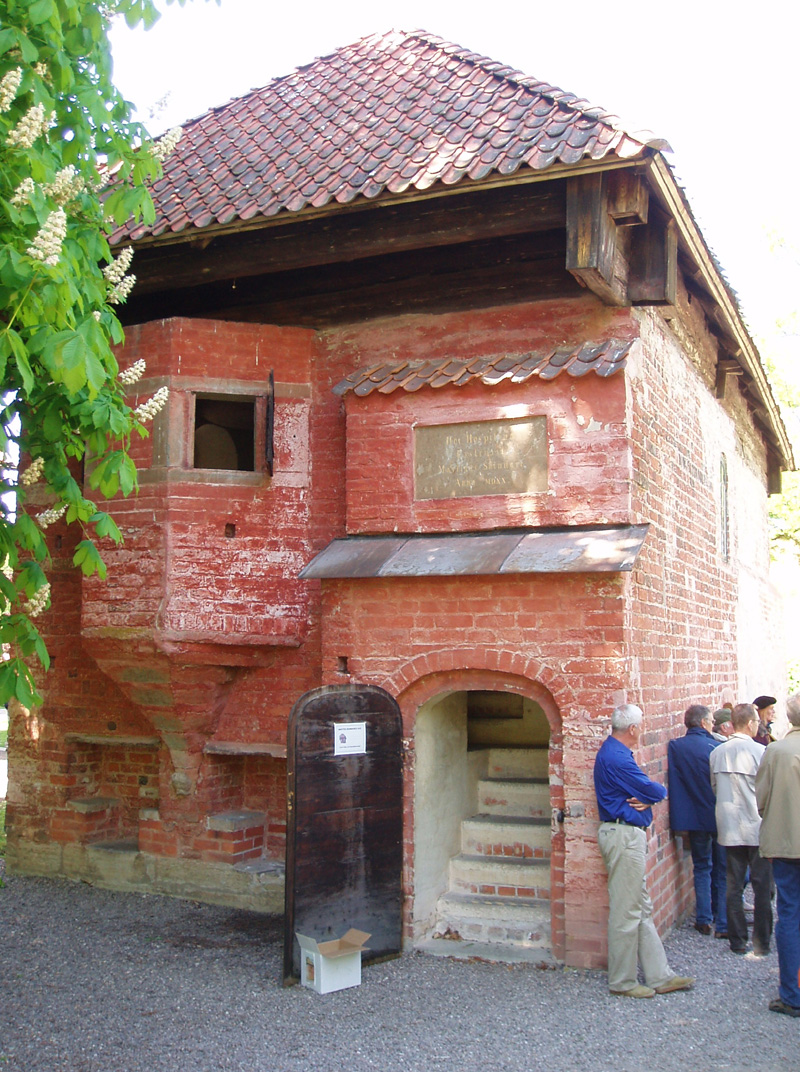
Mårten Skinnares hus från söder där man bland annat ser ett burspråk.

Mårten Skinnares hus är ett relativt välbevarat senmedeltida stenhus beläget i Vadstena. Huset är namngivet efter Mårten Nilsson Skinnare.

## Historik
År 1519 fick Mårten Skinnare tre tomter av Vadstena kloster. De låg utmed klostermuren. På dessa tomter uppförde han Vadstena hospital för de fattigaste. Hospitalet bestod av en större byggnad i tre våningar (inklusive källare ovan jord) samt lägre trähus runt detta.
Stenhusets utseende ändrades på 1700-talet då taket sänktes och trappstegsgavlarna togs bort. Huset användes i hospitalets regi ända in på 1930-talet, utan att moderniseras. Huset är idag omöblerat, men har inte förändrats mycket sedan det byggdes. 
Den mindre kammaren på övervåningen har fragmentariska rester av bibliska målningar på väggarna. Idag går bara en gloria att urskilja. På samma vånings utsida finns ett privet, en toalett, bevarat. Inuti den norra väggen finns en mycket smal trappa. I källaren förvaras originalstenen över Mårten Skinnares grav. Vid gravplatsen utanför Vadstena klosterkyrka finns idag en kopia. 
Sedan 1993 förvaltas huset av Statens fastighetsverk.

## Galleri

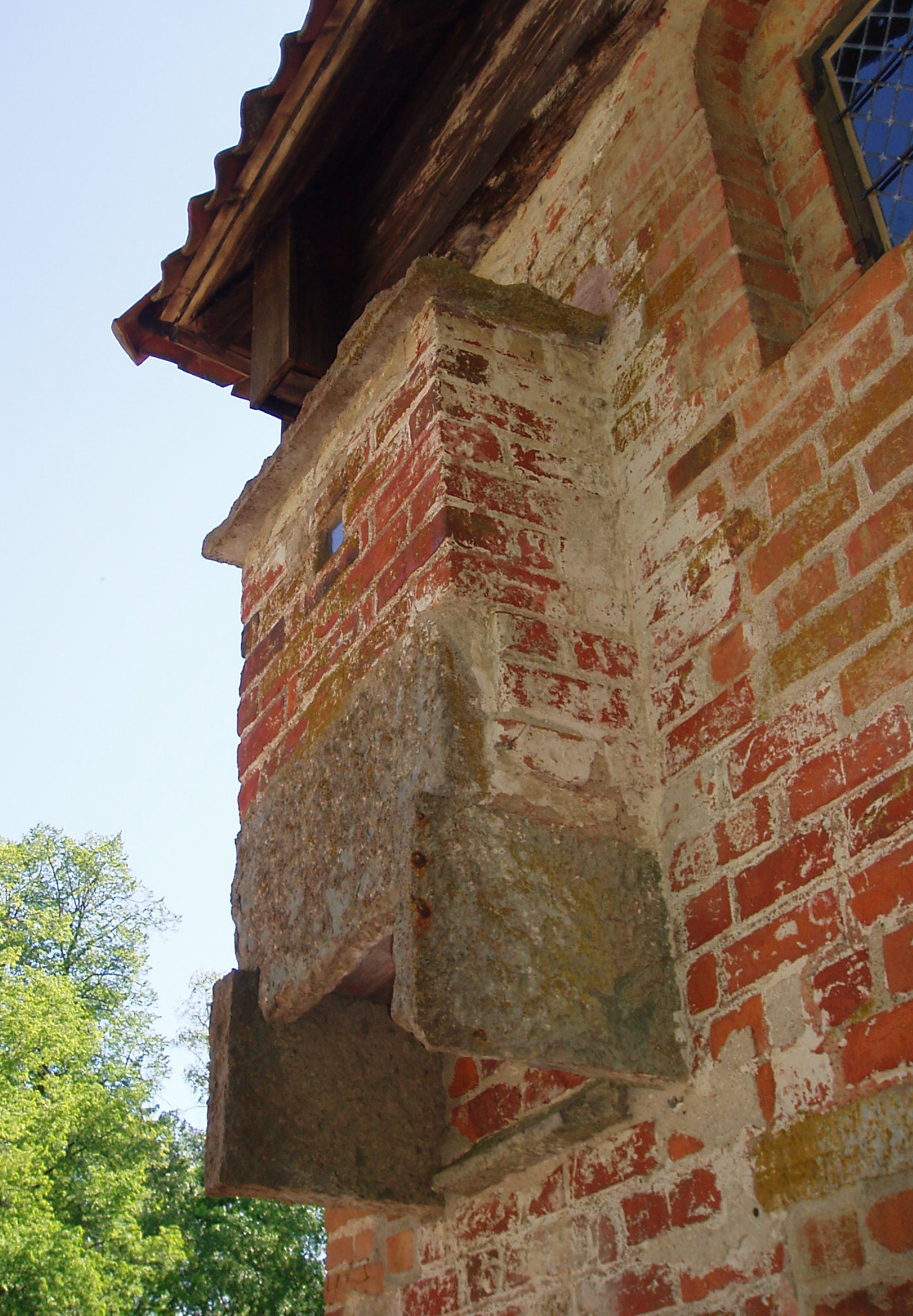
Privet (toalett) på Mårten Skinnares hus i Vadstena, en av Sveriges mest fotograferade toaletter.
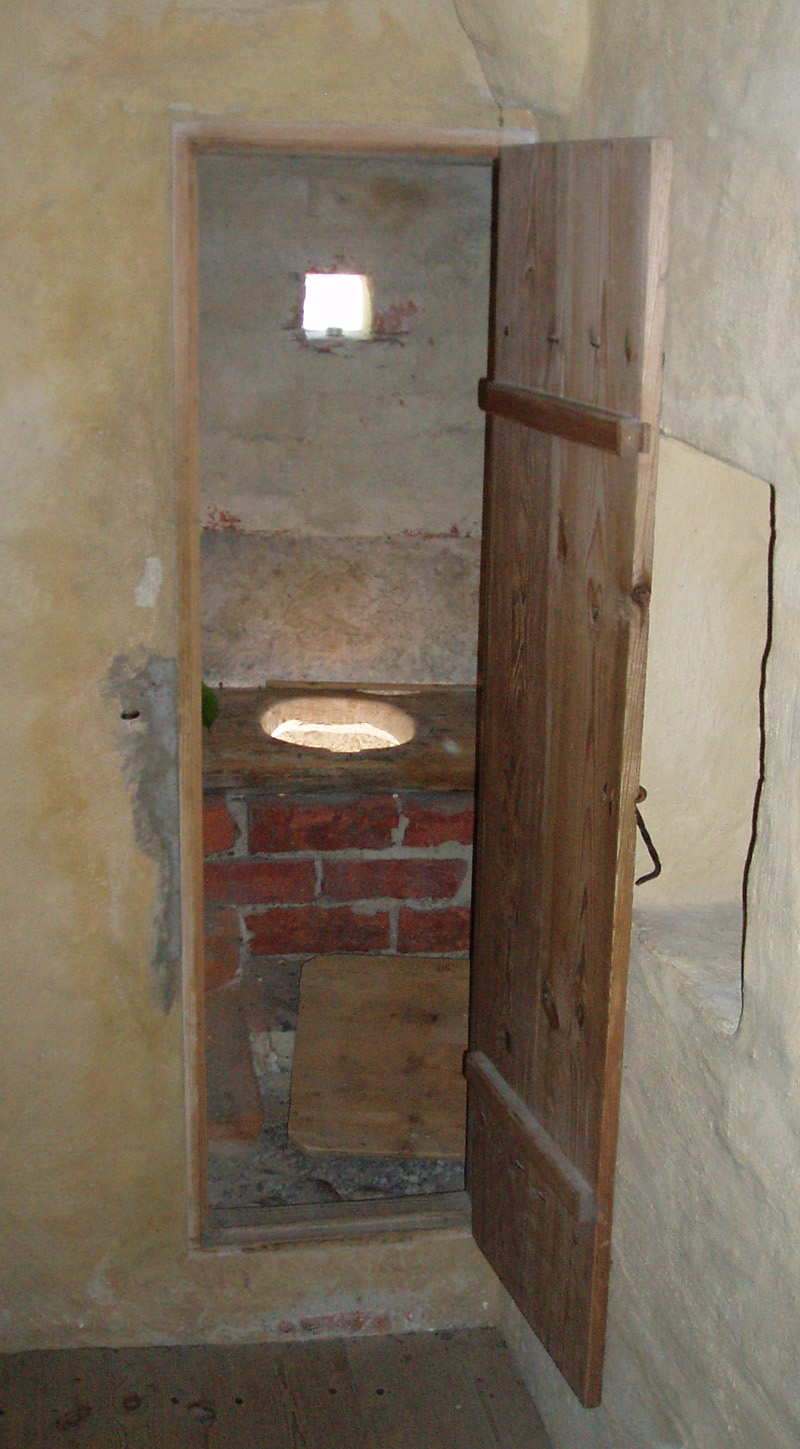
Privetet inifrån.
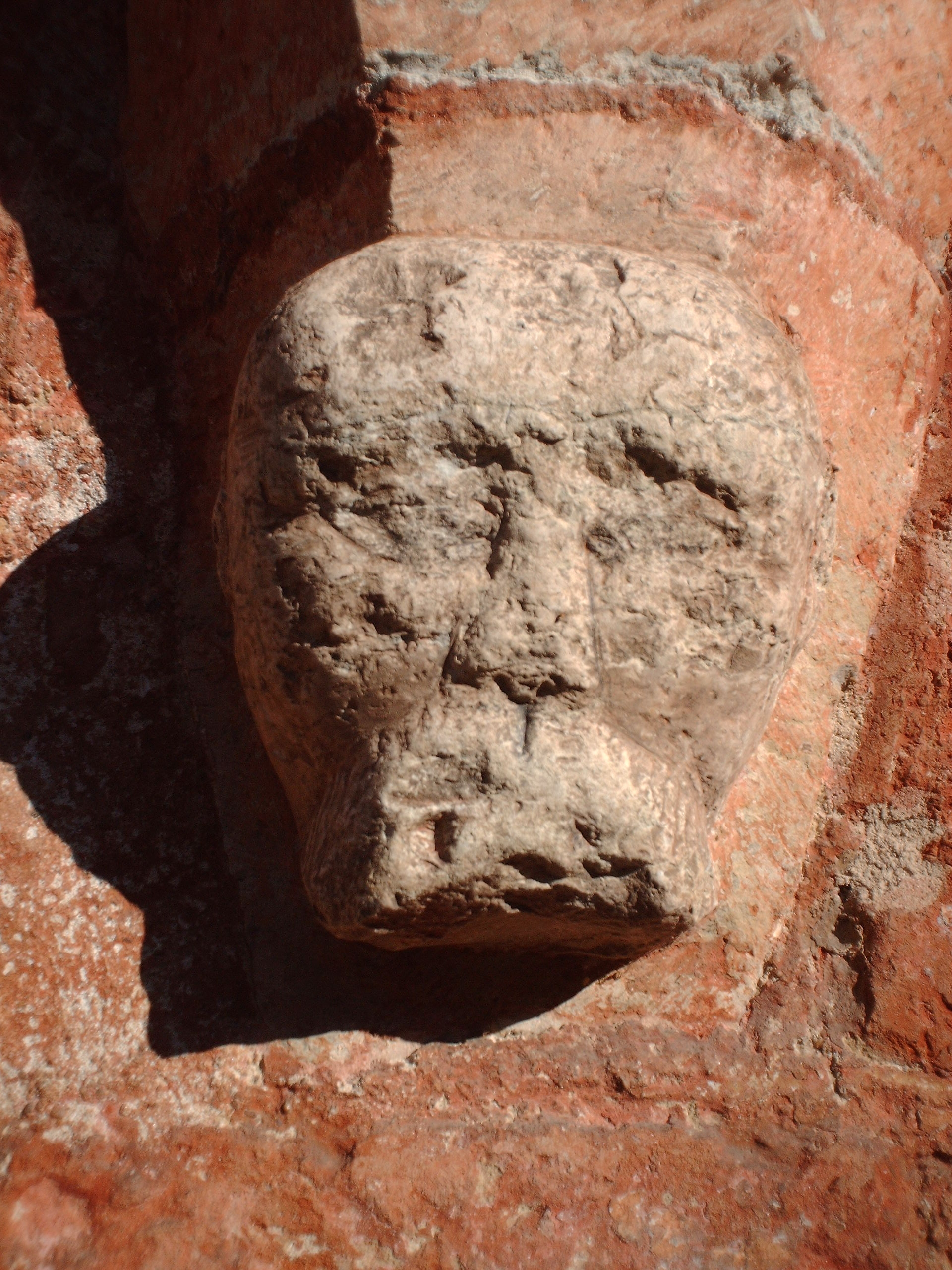
Relief på konsolstenen på Mårten Skinnares hus i Vadstena. Enligt traditionen är det ett porträtt på hospitalsgrundaren. Ansiktet har kluvet skägg av en typ som var vanlig under 1500-talets andra hälft.